# Pavonia cancellata
Pavonia cancellata là một loài thực vật có hoa trong họ Cẩm quỳ. Loài này được (L.) Cav. mô tả khoa học đầu tiên năm 1787.